# Megachile albipila
Megachile albipila är en biart som beskrevs av Pérez 1895. Megachile albipila ingår i släktet tapetserarbin, och familjen buksamlarbin. Inga underarter finns listade i Catalogue of Life.